# St. Martin (Barbing)

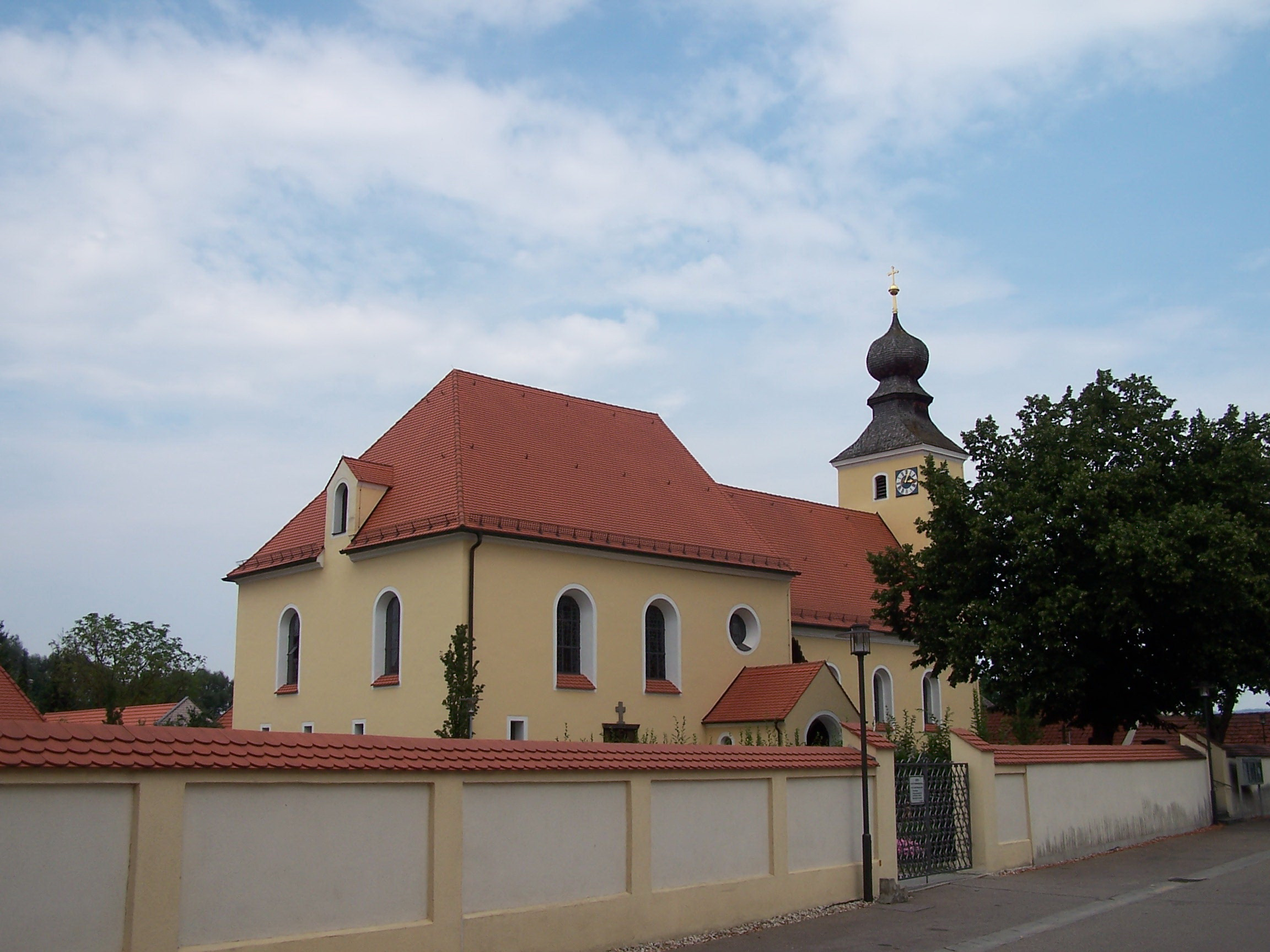
St. Martin in Barbing

St. Martin ist eine denkmalgeschützte römisch-katholische Pfarrkirche in der Kirchstraße 22/26 der Gemeinde Barbing im Landkreis Regensburg (Bayern).

## Geschichte

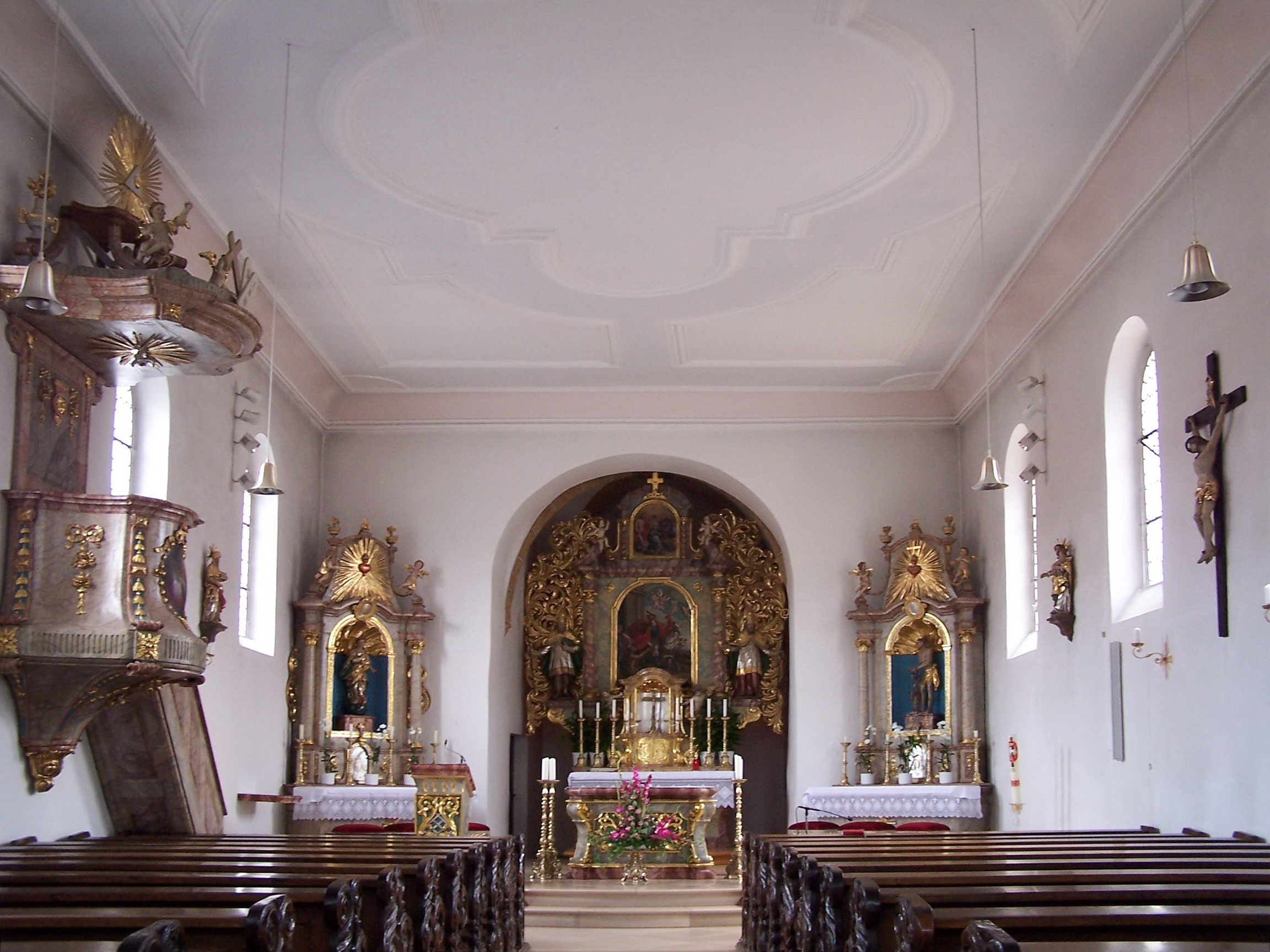
St. Martin, Innenansicht

Die Kirche ist eine Chorturmkirche mit Vorzeichen. 1733 wurde die kleinere gotische Vorgängerkirche durch ein barockes Langhaus mit drei Fensterachsen und einem Ostturm mit Kuppeldach ersetzt. Von der Vorgängerkirche ist der Ostchor erhalten. 1935/36 erfolgte durch einen 15 m langen Anbau eine Erweiterung nach Westen hin, um Platz für die gewachsene Gemeinde zu schaffen. Der ursprünglich westseitige Eingang wurde dabei auf die Südseite verlegt. 1978 erfolgte eine Innenrenovierung der Kirche.

## Ausstattung
Aus dem frühen 17. Jahrhundert sind drei holzgeschnitzte Altären erhalten, der Hochaltar mit dem Tabernakel und dem Gemälde des Kirchenpatrons St. Martin, der Seitenaltar auf der Südseite mit einer Skulptur des gegeißelten Jesus und der Marienaltar auf der Nordseite.

## Orgel

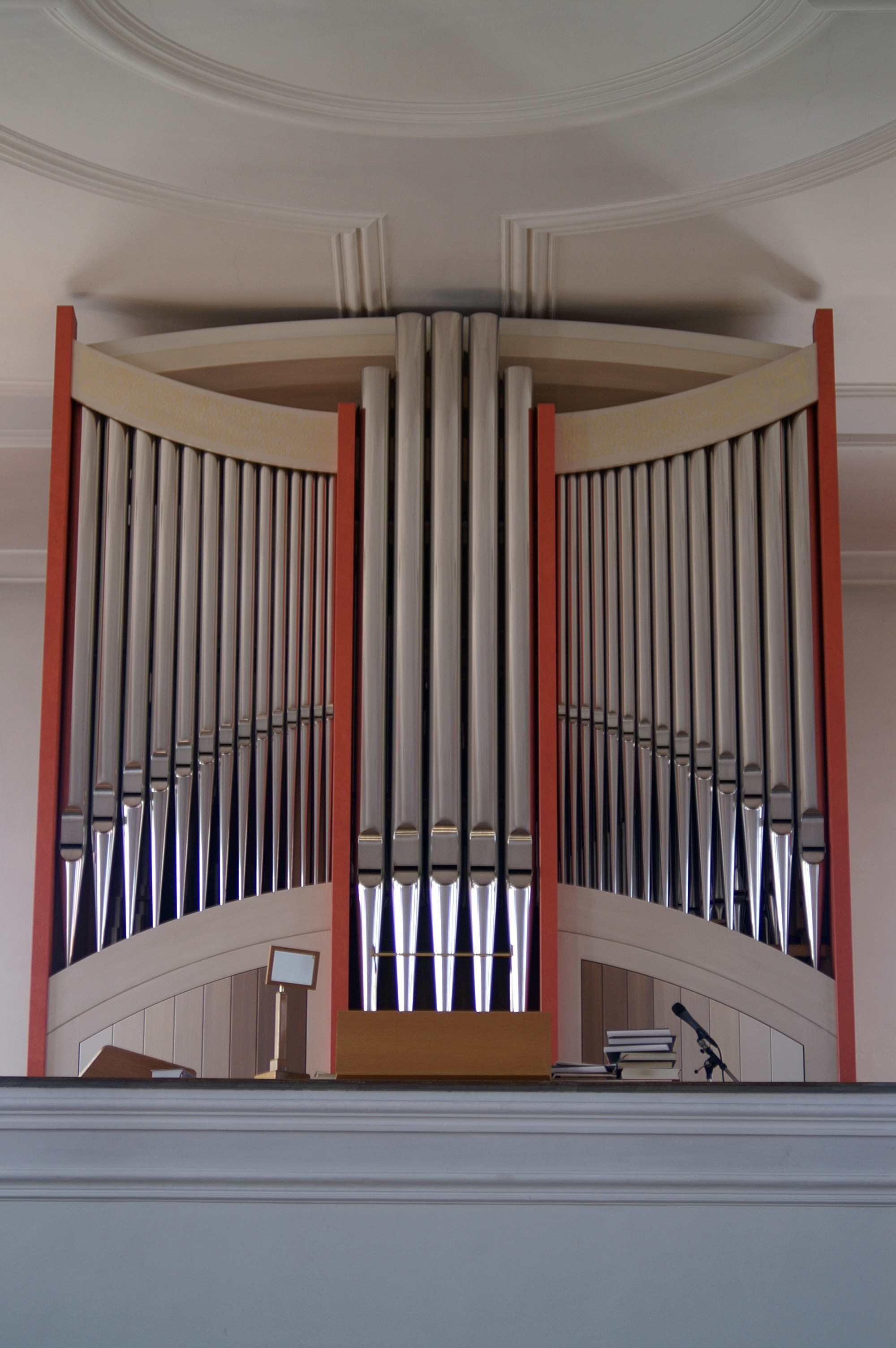
Orgel von Johannes Schädler

Die erste kleine Orgel stammte von 1846 und wurde 1949 durch eine neue Orgel mit 14 Register von Eduard Hirnschrodt ersetzt, die 2007 wiederum durch die aktuelle Orgel ersetzt wurde. Diese wurde von der Firma Orgelbau Schädler aus dem nahen Donaustauf erbaut. Sie umfasst 22 Register auf zwei Manualen und Pedal. Die Disposition lautet wie folgt:
| I Hauptwerk C–g3 |                  |        |
| 1.               | Principal        | 8′     |
| 2.               | Harmonieflöte    | 8′     |
| 3.               | Gemshorn         | 8′     |
| 4.               | Octave           | 4′     |
| 5.               | Sesquialter I-II | 2 ⁄3′  |
| 6.               | Superoctave      | 2′     |
| 7.               | Terz             | 1 3⁄5′ |
| 8.               | Mixtur III-IV    | 1 ⁄3′  |

| II Schwellwerk C–g3 |              |       |
| 9.                  | Gedeckt      | 8′    |
| 10.                 | Salicional   | 8′    |
| 11.                 | Vox angelica | 8′    |
| 12.                 | Fugara       | 4′    |
| 13.                 | Traversflöte | 4′    |
| 14.                 | Hohlflöte    | 2′    |
| 15.                 | Larigot      | 1 ⁄3′ |
| 16.                 | Oboe         | 8′    |
| 17.                 | Cor anglais  | 4′    |
|                     | Tremulant    |       |

| Pedal C–f1 |                |     |              |
| 18.        | Subbass        | 16′ |              |
| 19.        | Octavbass      | 8′  |              |
| 20.        | Gedecktbass    | 8′  | Ext. aus 18. |
| 21.        | Liebl. Posaune | 16′ |              |
| 22.        | Basstrompete   | 8′  | Ext. aus 21. |

- Koppeln: II/I, Sub II/I, I/P, II/P

## Chororgel
Die Chororgel steht ohne Prospekt hinter dem Hochaltar. Ihr Pfeifenwerk (6/I) stammt von Henry Speechly (London, um 1900) und wurde 2011 von Orgelbau Rainer Kilbert eingebaut. Sie kann von einem kleinen Spieltisch in der ersten Kirchenbank oder vom 3. Manual der Emporenorgel bespielt werden.